# Percy Mayfield
Percy Mayfield (ur. 12 sierpnia 1920 w Minden, zm. 11 sierpnia 1984 w Los Angeles) – afroamerykański wokalista rhythmandbluesowy oraz twórca piosenek. Kompozytor i autor przebojów: Please Send Me Someone to Love i Hit the Road Jack. Był nazywany „Poetą-laureatem bluesa”.

## Życiorys
Mieszkał w Luizjanie na farmie oddalonej o siedem mil od Minden. Matka, której był oczkiem w głowie, uważała że syn ma talent wokalny, więc zachęcała go do solowego śpiewania w kościele. Natomiast nauczyciele chwalili go za wiersze, sztuki teatralne i piosenki, które pisał na konkursy szkolne. Niestety w 1932 nagle zmarła mu matka. Zrozpaczony nastolatek wkrótce potem porzucił dom i zaczął jeździć na gapę z miasta do miasta pociągami towarowymi. Utrzymywał się z czyszczenia butów, sprzedaży gazet i żebrania. Na krótko wracał do Minden lub pojawiał się w Houston, gdzie mieszkała jego siostra – Jessie Mae, i znowu wyjeżdżał. Podczas pobytów w Teksasie stawiał pierwsze kroki na estradzie.
W 1942 zamieszkał w Los Angeles z siostrą, która przeniosła się do Kalifornii. Zarobkowo prasował ubrania oraz jeździł taksówką w firmie wujka. Nie rezygnując ze swoich ambicji artystycznych, przystąpił do Al-Mus-Art (Allied Music & Art), amatorskiej grupy pisarzy, piosenkarzy, tancerzy i muzyków. W 1947 zgłosił się do Supreme Records z ich czterema piosenkami, w tym dwoma jego. Miał nadzieję, że uda mu się przekonać Jimmy’ego Witherspoona, swojego idola, do ich nagrania. Plan z Witherspoonem nie wyszedł, ale właściciel wytwórni, Al Patrick, zgodził się na nagranie piosenek pod warunkiem, że oferent sam je zaśpiewa. Utwór jego autorstwa,Two Years of Torture stał się przebojem Zachodniego Wybrzeża, dobrze sprzedającym się przez kilkanaście miesięcy. W rezultacie podpisał w 1950 kontrakt z Artem Rupem, właścicielem wytwórni Specialty Records. Na pierwszym nagranym w nowej wytwórni singlu znalazła się jego piosenka Please Send Me Someone to Love, która w tym samym roku stała się krajowym przebojem muzyki R&B, zajmując pierwsze miejsce w tej kategorii na liście tygodnika „Billboard”. Z czasem piosenka została standardem bluesowym, jednym z najczęściej wykonywanych. Do swojego repertuaru włączyli ją m.in. Dinah Washington, Dale Evans, Solomon Burke, Count Basie, Peggy Lee, Red Garland, Joe Williams, Jimmy Smith, Eddie „Cleanhead” Vinson, B.B. King, The Animals, Paul Butterfield Blues Band, Esther Phillips, Etta James, Ernestine Anderson, Dr. John, Freddie King, Brook Benton, Jeff Buckley i Sade.
Jego kolejne single z takimi utworami, jak Lost Love, The Big Question, What a Fool I Was, Cry Baby i Prayin’ for Your Return również trafiły do pierwszej dziesiątki przebojów R&B. Szybko stał się czołowym interpretatorem ballad bluesowych o kwitnącej karierze. W lipcu 1951 wystąpił z powodzeniem na siódmym, dorocznym festiwalu „Cavalcade of Jazz”, imprezie organizowanej na stadionie baseballowym Wrigley Field w Los Angeles, która dała początek wielkim koncertom na wolnym powietrzu. W ówczesnej „Kawalkadzie Jazzu” wzięli także udział: Billy Eckstine, Lionel Hampton, Jimmy Witherspoon, Joe Liggins i Roy Brown.
W sierpniu 1952, będąc u szczytu sławy, został ciężko ranny w wypadku samochodowym, podczas powrotu do Los Angeles z występu w Las Vegas. Siedział na przednim fotelu w prowadzonym przez szofera i jadącym z prędkością ponad 140 km/h swoim samochodzie, który na zakręcie uderzył w stojącą, nieoświetloną ciężarówkę. W wyniku kolizji auto wokalisty wypadło z drogi i stoczyło się w kępę eukaliptusów. Konar jednego z drzew przebił nadwozie, dotkliwie raniąc Mayfielda w głowę. Choć na miejscu zdarzenia stwierdzono jego zgon (o czym nawet doniosła prasa), przeprowadzona następnie reanimacja przywróciła mu czynności życiowe. Przez miesiąc pozostawał w szpitalu, a następnie przez prawie dwa lata poddawał się rekonwalescencji. Niestety skutkiem wypadku były znaczne zniekształcenia twarzy, które niemal do zera ograniczyły jego występy estradowe. Swoją działalność skupił więc na pisaniu piosenek i nagrywaniu. Do 1954 sporadycznie pracował dla Specialty, żeby następnie nagrywać w wytwórniach Chess i Imperial Records. W lipcu 1955 po raz drugi wziął udział w „The Cavalcade of Jazz”. W jedenastej edycji festiwalu wystąpił na czele swojego zespołu obok orkiestry Hamptona oraz innych sławnych wykonawców.
W 1961 Ray Charles nagrał jego utwór Hit the Road Jack, który dotarł do pierwszego miejsca listy R&B i drugiego w Hot 100 „Billboardu”. Następnie, w 1961 zatrudnił go na pięcioletniej umowie w swojej wytwórni Tangerine Records w charakterze twórcy piosenek. Mayfield napisał dla niego m.in. utwory Hide nor Hair, At the Club, Danger Zone i But on the Other Hand, Baby. Sam także nagrał kilka singli, z których jeden – z piosenką River's Invitation – znalazł się w Hot 100. Wydał także dwa albumy, zawierające utwory z wcześniej sprzedawanych singli.
W latach 70. zainteresowanie jego osobą znacznie osłabło. Niemniej sporadycznie występował w klubach. Nagrywał też dla wytwórni RCA i Atlantic. Na początku następnej dekady muzyk, producent płytowy i prezenter radiowy Mark Naftalin dowiedział się, że obaj mieszkają w Bay Area i zaprosił go do udziału w audycjach. Dzięki temu doszło w 1983 do nagrania płyty z udziałem Phillipa Walkera i jego Blues Bandu.
Zmarł na zawał serca w swoim domu w Los Angeles, jeden dzień przed swoimi 64. urodzinami. Został pochowany na miejscowym cmentarzu Inglewood Park. Na pogrzebie Little Richard zaśpiewał utwór Swing Low, Sweet Chariot.

### Małżeństwa i dzieci
Był trzykrotnie żonaty. Na temat personaliów jego pierwszej żony brak dostępnych danych. Druga małżonką została Willie Mae Atlas. Trzecią zaś – Earnestine „Mama Tina” z d. Jermany. Poślubił ją w 1984 po latach znajomości i współpracy. Miał jedną córkę – Pamelę.

## Wybrana dyskografia
- 1966 My Jug And I (Tangerine Records)
- 1968 Walking on a Tightrope (Brunswick Records)
- 1970
  - Weakness is a Thing Called Man (RCA Victor}
  - Percy Mayfield Sings Percy Mayfield (RCA Victor)
- 1971
  - Blues... and Then Some (RCA Victor)
  - Bought Blues (Tangerine)
- 1989 
  - Percy Mayfield with the Phillip Walker Blues Band – Hit The Road Again (Timeless Records)
  - Percy Mayfield – For Collectors Only (Specialty)
- 1992 Percy Mayfield Live (Sounds Like A Winner Productions/Blue Wolf)
- 2004 Percy Mayfield – Live In San Francisco (Acrobat)

Zestawienie wg dat wydania płyt